# ムルスカ・ソボタ
ムルスカ・ソボタ（Murska Sobota、ハンガリー語：Muraszombat, ドイツ語：Olsnitz）は、スロベニアのプレクムリエ地方、ムール川の近くに位置する特別市である。

## 姉妹都市
- インゴルシュタット、ドイツ
- ペスレヘム、アメリカ合衆国ペンシルベニア州

## スポーツ
- NSムラ - サッカークラブ
- NDムラ05 - 2013年まで活動していたサッカークラブ

## 出身者
- アドリアン・ゴムボッチ - 柔道家
- ザン・コルマニッチ - サッカー選手
- エリク・ヤンジャ - サッカー選手
- ダミアン・ボハル - サッカー選手
- ボルト・セムレル - サッカー選手
- ヨジェ・バニチ - 演奏家
- ミキ・ムステル - アニメーター、漫画家